# Olivia Gesbert
Olivia Gesbert est une journaliste française du milieu des lettres et de la culture. Elle a été animatrice et productrice des émissions La Grande Table et Bienvenue au club sur France Culture. Aujourd'hui, elle est rédactrice en chef de La Nouvelle Revue française.

## Biographie
Elle est diplômée de l'Institut d'études politiques de Paris et du Centre de formation des journalistes.
De 2016 à 2022, elle a produit et dirigé l'émission La Grande Table, émission d'interviews littéraires et culturelles, dont elle était la journaliste. L'émission de La Grande Table était diffusée du lundi au vendredi, à 13h30, sur France Culture.
Le 5 septembre 2023, Antoine Gallimard, qui relançait le prestigieux titre de la maison d'édition, l'a officiellement nommée rédactrice en chef de La Nouvelle Revue française.